# Victoire d'Aboville
Victoire d'Aboville, née le 25 septembre 1982 est une productrice de télévision française de séries fiction.

## Biographie

### Famille et formation
Victoire d'Aboville naît le 25 septembre 1982 du mariage d'Alain d'Aboville et de Sandra-Ann Goodchild. Elle est titulaire d'une maîtrise d'histoire de l'université Paris-Sorbonne IV et diplômée de l'école de commerce Audencia en 2007.

### Carrière professionnelle
Victoire d'Aboville débute en 2007 au sein du groupe M6 au développement et à la diffusion des programmes de la chaîne W9. Elle est ensuite responsable de création chez Studio 89 Productions, filiale du groupe M6 en 2012.
En 2020, elle est associée fondatrice de la société Bonne Pioche Story, filiale de la Société Bonne Pioche.
Victoire d’Aboville gagne le prix de la meilleure série 52' en 2023 au Festival de la fiction TV de La Rochelle pour la production de la série Follow pour la chaîne 13e rue, série dont elle assure la création.
En décembre 2010, Victoire d'Aboville participe à la rédaction du premier numéro de la revue Le Bonbon, destinée à créer un lien entre les habitants et les commerçants des 6e et 7e arrondissements de Paris.

## Productions
- 2023 : Follow de Louis Farge - 13ème rue
- 2024 : Brigade anonyme de Julien Seri - M6